# رحیم طوفان

## زندگی‌نامه
طوفان در زمینه‌های تصویربرداری، تدوین و کارگردانی، طراح و مجری جلوه‌های دیداری و اکشن در سینما، نصب و اجرای کیبل کم و تصویربرداری هوایی، طراحی و اختراع دوربین‌های کابلی (کیبل کم) ربوتیک فعالیت داشته‌است. وی ساخت نوزده فیلم کوتاه و بلند، ساخت یک فیلم بلند سینمایی، تصویربرداری و تدوین بیش از سی فیلم کوتاه، بلند و سریال، ساخت بیش از پانصد تیزر تبلیغاتی و چندین برنامه‌سازی تلویزیونی و مستند را در کارنامهٔ کاری خود دارد. حضور در بیش از چهل جشنواره ملی و بین‌المللی فیلم کوتاه و دریافت بیش از ده جایزه از فستیوال‌های جهانی و بین‌المللی، تدریس عکاسی و تصویربرداری از سال ۱۳۷۹ تا ۱۳۸۷ در مؤسسه هنری و فرهنگی سروش وابسته به صدا و سیما و آموزشگاه‌های سینمایی آزاد، چاپ تألیف و گردآوری کتاب (آموزش زبان تصویربرداری)، چاپ چهار مقاله علمی در مورد دوربین‌های ربوتیک هوایی در مجله صنعت صدا و تصویر، عضو کانون کارگردانان، 
عضو انجمن مخترعین کشور،
عضو بنیاد ملی نخبگان و مدیرعامل شرکت دانش بنیان جلوه‌گران آسمان طوفان (تنها شرکت صاحب تکنولوژی رباتیک سینمای ایران و اولین تولید کنندهٔ ربات‌های فیلمبرداری هوایی ایران زیرنظر معاونت علمی و فناوری ریاست جمهوری) نیز از فعالیتهای رحیم طوفان است.
رحیم طوفان کار حرفه‌ای خود را از سینما آغاز کرده و سال ۱۳۹۵ فیلم یک کیلو و بیست و یک گرم را کارگردانی کرد. وی با ارائهٔ این اثر تجربه حرفه‌ای موفقی برای خود رقم زد و همکاری در کنار بازیگرانی نظیر سعید آقاخانی، فرشته صدرعرفایی، آناهیتا افشار و لیلا زارع توانست سطح کاری او را ارتقا ببخشد. سال ۱۳۹۵ رحیم طوفان در تولید فیلم یک کیلو و بیست و یک گرم به عنوان کارگردان حضور داشته و این اثر نقطهٔ عطفی در کارنامهٔ هنری وی محسوب می‌شود.

## آثار

### فیلم
- شمن (فیلم نیمه بلند-سال ۱۳۷۸)، سه سپیده (تله فیلم)[۵][۶][۷][۸]

### فیلم کوتاه
- گوربه گور –دایره - نجار – شب – شوشو – تبر – شمع و گل –هویت – بخواب آرام - دوراهی – صلح سرخ
- پاندول: پاندول فیلمی کوتاه به کارگردانی رحیم طوفان در موزه سینما با حضور چهره‌های مشهور سینمایی و بازیگران آن از جمله مینا وحید و علی‌رام نورایی به اکران رسید. این فیلم مورد نقد و بررسی قرار گرفته‌است. گفتنی است مینا وحید در این فیلم کوتاه هنرنمایی کرده‌است.[۹][۱۰]

### مستند
- ترمز – هدیه - در سوگ – پرواز- شاعر طبیعت

### سینمایی
- یک کیلو و بیست و یک گرم (۱۳۹۵)[۱۱][۱۲][۱۳]

### تألیف
- کتاب آموزش زبان تصویربرداری

## جوایز
رحیم طوفان در بیش از چهل فستیوال ملی و بین‌المللی حضور داشته‌است و موفق به دریافت ده جایزه جهانی گردیده‌است.